# Carrer de la Vila (Vilaverd)
El carrer de la Vila de Vilaverd (Conca de Barberà) és el carrer que envolta el nucli històric de la vila. Diversos edificis d'aquest carrer, dels segles XVI-XVIII, estan protegits com a béns culturals d'interès local.

## Cal Reganyós

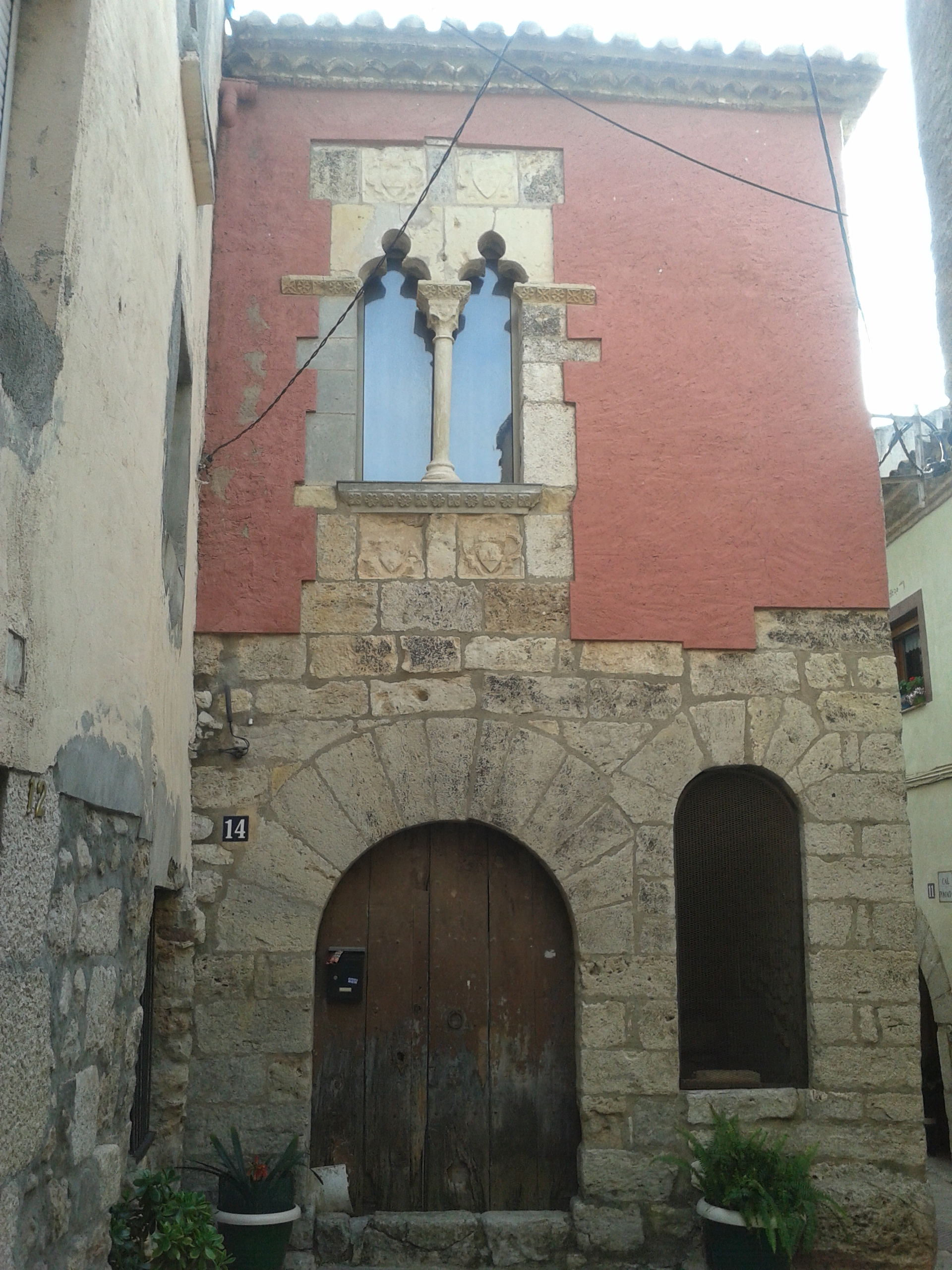
Cal Reganyós

Està situat al número 14. La construcció, dels segles XVI o XVII, presenta una façana en la que s'observen diverses modificacions. Sobre la porta dovellada es poden veure les restes d'una antiga finestra de factura gòtica, més gran que l'actual, amb dos escuts il·legibles en la part superior. Tot l'edifici està construït amb pedra de diferent mida i procedència, moltes d'elles sembla material aprofitat d'antigues construccions.

## Cal Pomacià

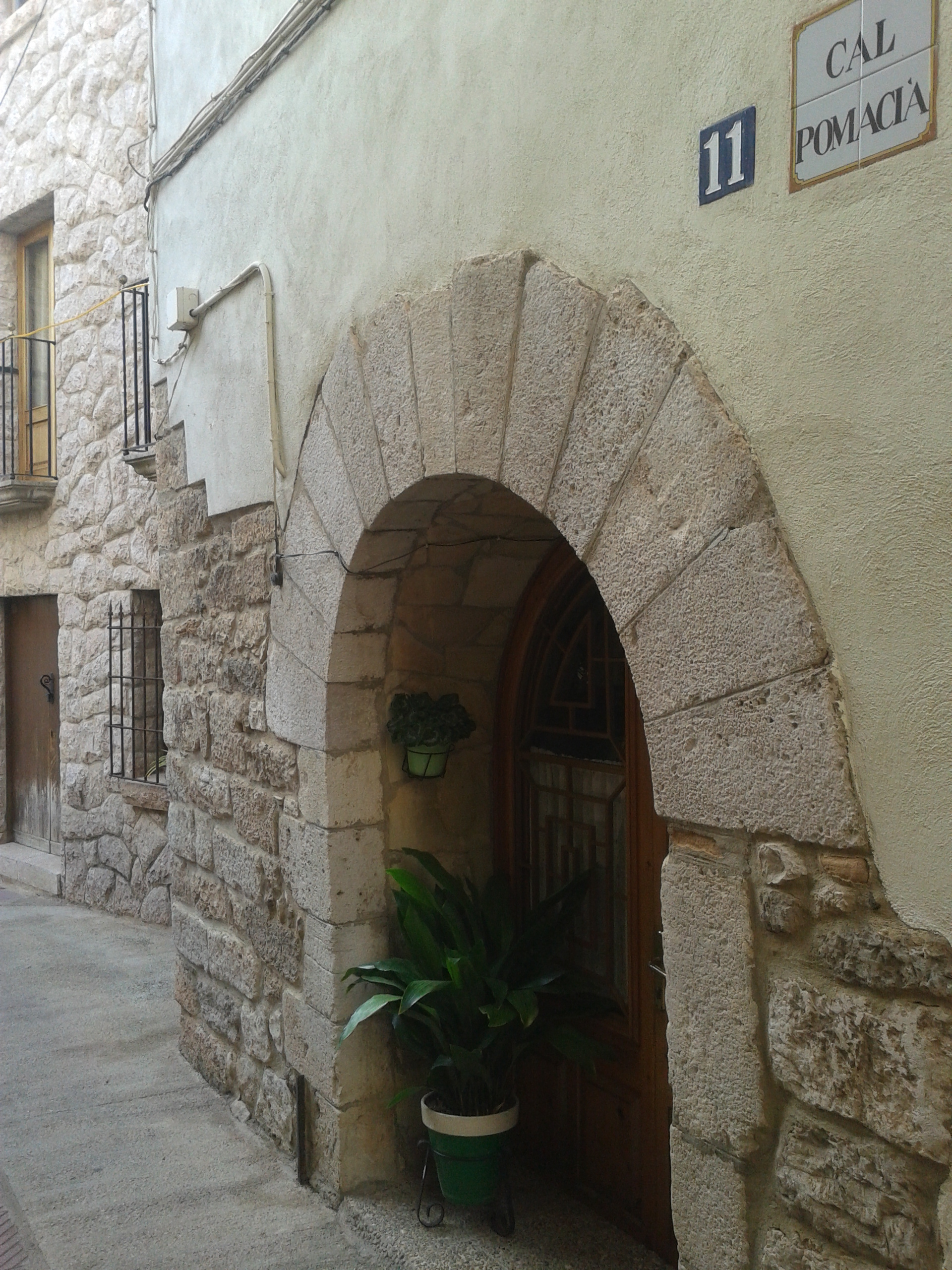
Cal Pomacià

Està situat al número 9. Aquesta construcció s'aixeca sobre un basament realitzat amb pedres d'important mida, probablement aprofitades d'un altre edifici. L'estructura de la façana és un clar exemple de construcció de caràcter medieval, amb cap finestra a la planta baixa i amb contraforts per a recolzar l'impacte de les plantes superiors. La planta d'habitació presenta també poques i petites obertures i el darrer pis es desenvolupa com a assecador en forma de galeria oberta.

## Molí del Janoi o de Baix

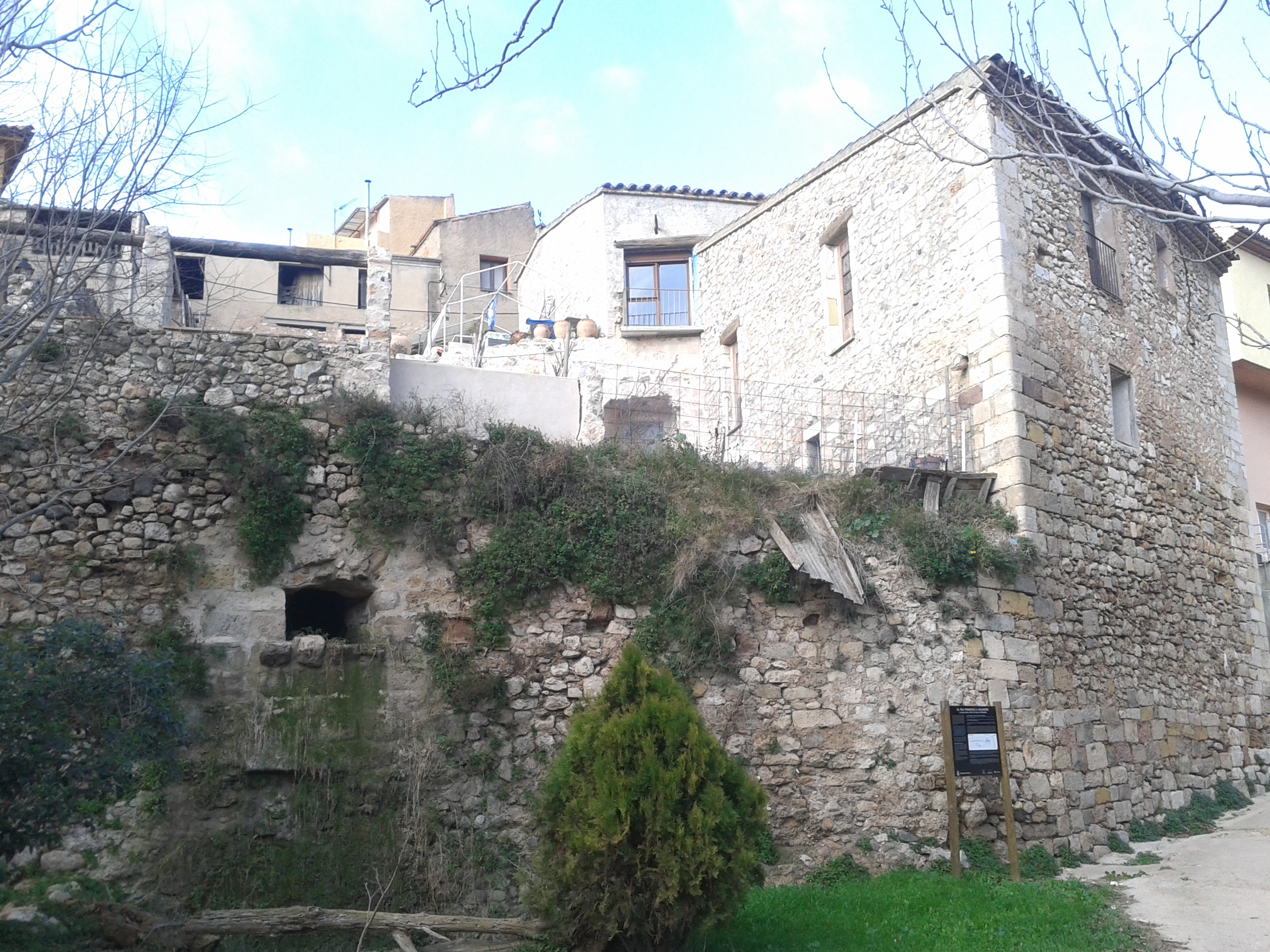
Molí del Janoi

Està situat al número 53. És un magatzem de planta baixa amb dues portalades amb carreus de pedra i llindes de fusta. Es construí el 1679 i es feu de pedra del castell de Vilaverd.